# Megacythere taiwanica
Megacythere taiwanica is een mosselkreeftjessoort uit de familie van de Cytheromatidae. De wetenschappelijke naam van de soort is voor het eerst geldig gepubliceerd in 1981 door Hu.